# 日髙のり子
日髙 のり子（ひだか のりこ、1962年〈昭和37年〉5月31日 - ）は、日本の声優、女優、ラジオパーソナリティ、ナレーター、歌手、元アイドル。東京都千代田区九段出身。ビッグ・マウント所属。
代表作は『タッチ』（浅倉南）、『となりのトトロ』（草壁サツキ）、『らんま1/2』（天道あかね）など。

## 来歴

### 生い立ち
日本武道館の近くで、洋服の仕立屋「テーラー伊東」を営む両親の元で、三姉弟の長女として生まれる（下に弟が2人いる）。
出生時は東京都練馬区のアパートに住んでいたが、4歳になる頃に、父が家業のテーラーを継ぐために、九段にある店舗兼生家に引っ越した。
千代田区立富士見小学校、千代田区立九段中学校、頌栄女子学院高校出身。短大中退。

### キャリア
子供の頃から将来は女優志望だった。1967年から1968年に放送されていた特撮テレビ番組『ジャイアントロボ』を観ていて、少年少女の隊員の活躍の姿に興味を持ち、テレビに出てみたいなどの相談を母親にしたところ劇団のオーディションを勧められ、10歳の時に児童劇団養成所に入所し子役として活動。11歳の時に初舞台。その後も演じることに興味を持ち続け、朗読コンクールで小学館賞を受賞したこともあった。1977年のNHKドラマ『未来からの挑戦』でドラマ初出演。少年ドラマ、特撮もの、舞台に出演していた。高校時代にはいとう のりこ名義でアニメ『ふたごのモンチッチ』の主題歌「ふた子のモンチッチのうた」の歌唱を担当し、キャンペーンのお姉さんとして着ぐるみとともに全国を回ったこともある。
「ふた子のモンチッチのうた」を発売したレコード会社の担当がアイドルセクションへ異動し、その担当からアイドルとしてのデビューを誘われる。当初は女優を目指していることを理由に一度断わったが、先にアイドルでデビューして名前を知ってもらった方がいいのではと言われ、自身でも納得してアイドルデビューを決意する。その担当はアニメ関係の仕事をしており、日髙が『レッツゴーヤング』に出演が決まる前にも一度は声優デビューの話もあって、テレビアニメ『ニルスのふしぎな旅』のアフレコを見学させてもらったりしていたこともある。
1979年2月から1980年1月まで放送された『バトルフィーバーJ』にて、本名の伊東範子名義で中原ケイコ役で出演。
1980年に「初恋サンシャイン」でアイドルデビュー。この曲は香川県の「仁尾太陽博」のイメージソングとなり、仁尾太陽博のキャンペーンガールも務めた。デビューするにあたり本名でデビューするプランもあったが、当時同じ1980年に漢字は違うものの同じ「いとうのりこ」という読みの歌手がデビューすることになっていたために芸名を付けることになった。そして1日だけ「藍陽子」の芸名を名乗ったことがある。この芸名は高校3年生の時に出演したミュージカルの『翔べイカロスの翼』の原作者の草鹿宏が名付けたが馴染まず、付け直してほしいと願い出たところ、仁尾太陽博に因み太陽のイメージを活かしつつ「日が高く昇るように」という意味から日高、そして児童劇団時代呼ばれていた「ノンコ」のニックネームが気に入っていたので本名の「のりこ」は残したいということで、現在の芸名に変更となった。NHK『レッツゴーヤング』において「サンデーズ」のメンバーになり、ある程度名は売れたものの、その後アイドルとしては失速して行き、苦労続きの日々を送ることになる。特に『おはよう!サンデー』（日本テレビ）にレギュラー出演していた頃は、これ以外の仕事がほとんど無く“週休6日”も珍しくないというスケジュールの中にいた。

### 声優として
1983年1月の成人の日当日、芸能界で未だ一皮剥けない状況に業を煮やした両親から「4年制の大学に行かせたと思って、22歳までは待つ」として、それでも駄目だったら芸能界を辞めて就職するように奨められる。そんな中、当時担当していたラジオ番組で、リスナーの投書に「声に特徴があるので声優に向いているのでは」と書かれたことで声優を意識するようになり、後にテレビアニメ『超時空騎団サザンクロス』（ムジカ・ノヴァ役）で声優デビューを果たした。1985年からは『タッチ』でヒロイン・浅倉南役を担当し、声優としての知名度を上げる。その後『トップをねらえ!』・『ふしぎの海のナディア』・『らんま1/2』・『となりのトトロ』など知名度の高い作品に多く出演。また、1989年の『ピーターパンの冒険』では、レギュラーキャラクターでは初となる少年役を担当。この他にも年相応の役を増やすなど、役の幅を拡大させていった。

### 現在まで
2015年、山崎和佳奈と松井菜桜子とアイドルユニット「backdrops（バックドロップス）」を結成し、『Don't fly!』でデビュー。
2017年1月9日、テレビ朝日にて放映された『人気声優200人が本気で選んだ!声優総選挙!3時間SP』では第21位にランクイン。
2017年10月20日、愛知県のLOVEあいちサポーターズ あいち緑と仲良し大使に任命される。
2018年8月6日、近藤夏子（シンガーソングライター）、ギターウルフのセイジと共に、島根県ふるさと親善大使「遣島使」に就任した。

### 所属事務所
子役時代には東京宝映に所属していたが、アイドルデビュー後は当初CBSソニー預かり（マネージャー：森田）の後、フォックスリバー、河野プロモーションへ移籍。1996年春頃に事務所が廃業し、暫くフリーでの活動を行うが、81プロデュースのマネージャーを務める吉田理保子から誘いを受け、移籍。2006年3月限りで81プロデュースを退社、その後、夫の個人事務所「ビッグ・マウント」の所属扱いで活動していたが、2009年1月19日に新事務所「コンビネーション」を、タッチで共演以来の旧友である三ツ矢雄二と共に設立した。同事務所に所属していたが2024年現在は再びビッグ・マウントに所属に戻っている。
所属レコード会社は、アイドル時代の当初CBSソニーから、ポニーキャニオン、FUTURE LAND、メルダックと変遷している。近年は歌手活動から遠ざかっていたが、2020年に歌手デビュー40周年を迎えたのを機に、ベストアルバム『Noriko Hidaka All Time Best 〜40 Dramatic Songs〜』をリリース。配信シングル『ドラマ』をリリースした。

## 人物・特色
日髙が子供の頃、父は洋服の仕立て屋と空手の先生をやっていた。実家が千代田区で皇居が近かったこともあり、子供の頃は父の方針で毎週日曜日に皇居を1周走っていた。
2022年現在は、体力維持のため週に1回トレーニングジムに通っている。
演じた役柄の中で一番日高の地（じ）に近いのは『らんま1/2』のヒロインである天道あかねだと語っている。父が空手道場の師範だったためか、日高も子供の頃に空手をやっていたことがあったと述べており、2人の弟ともよく取っ組み合いの喧嘩をしていたことから、周囲の大人たちからは「まるで男の子みたい」と評されていた。
1991年、山寺宏一・関俊彦とともに芝居『@@ザ・スタースパングルド・ガール::』を公演。その後、山寺・関とユニット・バナナフリッターズを結成し、ラジオやCDリリース、舞台などで、1995年まで活動（2016年に再起動）。
26歳で結婚したいとしていたが、1992年5月の末に、ラジオ番組『日高のり子のはいぱぁナイト』の仕事で知り合った2歳年下のディレクターと結婚。1996年に子供を出産し、息子が1人いる。子供が生まれてから育児と仕事の両立に悩んだこともあったが、仕事時は息子が赤ん坊の頃は母の手を借り、幼稚園に入ってからはママ友に食事などの世話を助けてもらった。
声優になってから「『世界名作劇場』に出ること」、「出演するアニメの主題歌を歌うこと」、「宮崎駿監督の作品に出ること」という3つの目標を持った。その後世界名作劇場には『ピーターパンの冒険』のピーターパン役、宮崎駿作品には『となりのトトロ』のサツキ役で目標を達成した。
声優業界では「一つ大きな役で当たりすぎると次が難しい」と言われることがあるが、本人は『タッチの』浅倉南役でその壁にぶち当たった。しかしその後、『らんま1/2』で浅倉南とは正反対のキャラクターである、天道あかね役に出会えたことでようやくイメージを払拭できた。
2022年8月時点で、事務所経由ではなく制作サイドから直接誘われて急遽オーディションに参加した作品は、連続アニメ『タッチ』と長編アニメ『となりのトトロ』の2作品だけである。
特技は玉乗り、一輪車。趣味は旅行、アロマテラピー。
好きな言葉は「思いやり」、「素直」。座右の銘はラジオのトークで「身削ってナンボ」。

### 『タッチ』での演技指導
前述の『超時空騎団サザンクロス』のオーディションと、当時レギュラーだったラジオ番組と時間が重なったため、当時の岡本マネージャーがラジオ持参でオーディション会場に駆け付け、声優デビューを果たした。しかし演技経験が少ないまま声優の世界に飛び込んだため、暫くはその演技力を酷評される時期が続いたが、スタッフが気遣ってそのことをほとんど本人に告げなかったため、自分が下手だという認識はあまりなかったという。ただ、当時から先輩の島本須美にオーディションの最終選考で敗れることがしばしばで、後には島本に対して「いつも自分の前を行っていた」、「オーディションで会うと諦めていた」、「敵わないと思った」などの発言を残している。
『よろしくメカドック』の現場で「今度、こういうオーディションがあるから受けてね」と言われて受けた作品が『タッチ』だった。オーディションを経てメインスタッフの「下手だけどこの子に賭けてみよう」という育成目的も込めた意図でヒロイン・浅倉南役に抜擢される。監督の杉井ギサブローによると「声質が南ちゃんのイメージに近かったこと。声優としてのキャリアが少なく、喋り方が声優っぽくなかったこと」を理由に挙げている。
アフレコ現場では、共演していた林家こぶ平（現・林家正蔵）と共に上杉達也役の三ツ矢雄二を始めとする先輩声優や、音響監督の藤山房伸から毎回厳しい演技指導を受け、時にプレッシャーを感じることもあった。当初はキャリアが少ないということで我慢していたが、拙い演技が続くのを見かねた三ツ矢から「下手くそ! もっと僕のことを好きになってよ!」と叱責されたことや、他の出演者の台詞はスムーズに進行する中、日高の出番が来るだけでフィルムが止まり、音響監督などの首脳陣が話し込む様子を見たことで、自分の演技の拙さが原因で周囲にどれだけ迷惑をかけているか実感するようになった。
1987年3月に『タッチ』の放送が終了したことについて、「タッチが終わってすごく不安だったんです。でも、翌年の1988年に“トップをねらえ!”でオタクの方達から評価を頂きまして、さらに映画“となりのトトロ”のサツキ役をもらって、一般の方にも喜んでいただいて。なんとオタクの方達と一般人の両方から同時に称賛を受けるという快挙を達成しまして（笑）これで、なんとか声優でやっていけるかも?と思いました」と語っている。

### 少年・青年役
声優としてある程度有名になった時、事務所のマネージャーたちに「『タッチ』はヒットしたが、あれだけ大きな役でヒットしてしまうと次が大変だね」と言われる。若くて上手な後輩がデビューしてくる状況に日高は、声優の仕事を続けるためにはヒロイン以外の役もできるようにならなくてはならないと思うようになる。
ある日、天道あかねとして出演していた『らんま1/2』の現場で、チョイ役（モブ）の少年に、誰かが声を入れなければならない状況になった。このような場合、その場にいる女性声優が担当することになっていたが、その時は日高しかいなかった。しかし、録音監督の斯波重治は、「やっぱり来週録るからいいや」と、少年役の収録を見送った。日高は「斯波さんは私に少年役は無理だと思ったんでしょうね」とその時を振り返り、自身でも少年役をやったことがなかったため「やらせてください!」と立候補することもできず、モヤモヤとした感情を抱いていた。
そのような状況で、どうしたらよいのか考えた結果、これまでの代表作に女の子役が多かった自分がガラッとイメージを変えるには男の子役にチャレンジすることだと思い立ち、当時はヒロインのウェンディ役としてオファーを受けていた『ピーターパンの冒険』で、ピーターパン役を希望する。しかし、音響監督に面と向かって「（ピーターパン役のオーディションを）受けさせてください」と言う勇気がなかったため、音響監督の山田悦司とすれ違いざまに小さい声で「ピーターパンもやってみたいな」と囁いたところ、「何、やってみたいの?」とあっさり返され、すぐ声を録ることになり、結局ピーターパン役に決まった。
『ピーターパン』第1話のアフレコでは力みすぎて声を潰してしまい、その後OAされたものを見ながら「ここをこうすればいいかな」と少しずつ感じを掴んでいった。この声を潰した演技に対し、『ピーターパン』の予告編を観た山口勝平からは、「今度の世界名作劇場の主役は声が汚いですね!」と、共演している『らんま1/2』の現場で冗談を言われた逸話もある。
また、初の少年役ということでプレッシャーを感じて苦しんでいたが、ウェンディ役の松井菜桜子や共演していた島本須美に助けてもらって演じることができた。フック船長役の大塚周夫とは、日高と2人で演じるシーンがかなりあり、大ベテランの大塚が相手役であるため、「精一杯の演技で返したい」という思いで、ずっと緊張感を持って演じていた。また、『らんま1/2』録音監督の斯波からは、「良かった!アニメ自体も良かったけど、あなたも良かった!」と誉めて貰えた。
2つ目の本格的な少年役『ふしぎの海のナディア』のジャンは、ピーターパンのはつらつとした芝居と違い、抑える場面や日常的な会話の演技を求められ、「男の子の声になっているだろうか?」との不安を感じた。また、発明家という設定から脚本のセリフに難しい漢字が多く、漢字が苦手な日高はその面でも苦労があったと語っている。同作のナディア役で共演した鷹森淑乃とは現在も親交があり、家が近所ということもあって、一緒にランチを食べては教育問題を語り合う仲だという。なお、劇中でのナディアの性格については「自分がジャンの立場だったら“お前なんか勝手にしろ!”と思うシーンが沢山あった」とのことである。
さらに劇場版では、17歳に成長した青年のジャンを演じることになり、やりがい・苦労ともに大きかったという。ジャン役以降は男性役での出演が増えるようになり、より演技の幅を広げる。
その後『ドッジ弾平』で主役の一撃弾平を演じ、弾平の相棒である小仏珍念を担当した野沢雅子との共演を通して、少年役を演じる上での心構えや少年の色々な感情の演じ方を学んだ。

### 『となりのトトロ』
ある日の仕事終わりに斯波重治から、「帰りに一つオーディションを受けていってよ」と言われ、作品名も物語の内容も告げられないままオーディションに参加したのが、宮崎駿監督の長編アニメ『となりのトトロ』だった。本作のサツキ役は自身にとって初の子供役（小学生）で、絵コンテにあるセリフを読むやり方のオーディションも初めてのケースだった。
オーディションは2度に渡って行われ、1回目はサツキ単独のシーンだった。この時は役名や設定などは知らされず、斯波から「元気の良い女の子で、元気よく笑うのがポイントだから」とだけ説明された。セリフを読んだ後、「元気があるのは確かだけど、男の子の声に聞こえちゃうからそこを女の子にして」と言われたが、結局上手くいかなかった。
次のオーディションでは、メイ役候補者（坂本千夏、もう一人の声優）のそれぞれと組んでサツキとメイの掛け合いシーンを演じた後、サツキ役に決まった。サツキ役を射止めた後、斯波に最初のオーディションでだめだと思ったことを打ち明けた所、「宮崎さんが『あれ（日高が演じた男の子っぽい声の出し方）が良い』っていうんだよね」と、選ばれた理由を明かされた。
本作の台本とリハーサル用のビデオを渡され、未完成ながらその映像に圧倒されて「私の声が入ることで脚を引っ張ったらどうしよう」と不安になった。しかしアフレコで坂本演じるメイの声が耳に入った途端、すっとサツキに気持ちが切り替わることができたという。
サツキ役を演じるに当たって一番気をつけたのは、とにかく快活な少女に見えるように演じたこと。また、サツキのセリフの中で大切に思っているシーンは、カンタのばあちゃんに「お母さん、死んじゃったらどうしよう」と言って、“ウワーン！”と泣く所。個人的に一番難しかったシーンとして、引っ越し当日に自宅のお風呂で父子3人が騒ぐシーンを挙げている。また、序盤のメイと2人で「ボロ〜」と言って家の外を走り回るシーンの収録は、実際に走っていないのに息切れするくらい体力的に大変だった。このサツキとメイの「お化け屋敷みたい！」、「ボロ〜」とのセリフや、口に手を当てて「アー！」とネイティブ・アメリカンの真似をする所のセリフは元々台本に書かれておらず、日高や坂本が絵に合わせてアドリブで演じた。
本作公開以来、ファンから（サツキのセリフである）「メイのバカ！」を言ってほしいとリクエストされることが非常に多いとのこと。

## 出演
太字はメインキャラクター。

### テレビアニメ
1984年
- 超時空騎団サザンクロス（ムジカ・ノヴァ）
- よろしくメカドック（小野麗子）

1985年
- タッチ（1985年 - 2001年、浅倉南） - 1シリーズ + 特別編2本
- 忍者戦士飛影（1985年 - 1986年、レニー・アイ）
- 炎のアルペンローゼ（マルタ）

1987年
- ボスコアドベンチャー（ユンター、トーヤ）
- アニメ三銃士（コンスタンス）
- シティーハンター（1987年 - 1988年、美津子、恵美） - 2シリーズ
- ついでにとんちんかん（1987年 - 1988年、白井甘子）

1989年
- 機動警察パトレイバー（ウル王子）
- パラソルヘンべえ（内木メゲル）
- ピーターパンの冒険（ピーターパン）
- 藤子・F・不二雄アニメスペシャル SFアドベンチャー T・Pぼん（安川ユミ子）
- らんま1/2（1989年 - 1992年、天道あかね） - 2シリーズ

1990年
- ふしぎの海のナディア（1990年 - 1991年、ジャン）
- それいけ!アンパンマン（1990年 - 2022年、シュークリーム姫〈初代〉、シャンピニオン王子、オーロラ姫〈3代目〉、もみじ王子、ストレート〈初代〉、しんじゅ姫・アコヤ〈2代目〉、モッチーくん、ケーキちゃん〈5代目〉）

1991年
- おちゃめなふたご クレア学院物語（パット）
- 炎の闘球児 ドッジ弾平（1991年 - 1992年、一撃弾平）
- 笑ゥせぇるすまん（日比野鏡子）

1992年
- チロリン村物語（トンペイ）
- ボーイフレンド（結城可奈子）

1993年
- 蒼き伝説シュート!（遠藤一美）

1994年
- 赤ずきんチャチャ（1994年 - 1995年、しいねちゃん）
- おまかせスクラッパーズ（橘さゆり）
- モンタナ・ジョーンズ（九郎）

1995年
- 飛べ!イサミ（1995年 - 1996年、雪見ソウシ）
- ヤンボウ ニンボウ トンボウ（グエン）

1996年
- はりもぐハーリー（1996年 1997年、ハーリー）
- B'T-X（マリア）
- るろうに剣心 -明治剣客浪漫譚-（瀬田宗次郎）

1997年
- 金田一少年の事件簿（1997年 - 1999年、花村棗、花村葵、香取洋子、如月静歌）
- CLAMP学園探偵団（宙尊寺絵里衣、京極緑子）
- こちら葛飾区亀有公園前派出所（橘琴音）
- 少女革命ウテナ（千唾時子）

1998年
- 爆走兄弟レッツ&ゴー!!MAX（一文字烈矢）

1999年
- 超速スピナー（中村名人〈少年時代〉）
- 天使になるもんっ!（ノエルの母）
- ポケットモンスター（カオルコ）

2000年
- 犬夜叉（2000年 - 2010年、桔梗） - 2シリーズ
- ヴァンドレッド（セラン）
- ゾイド -ZOIDS-（リーゼ）
- ONE PIECE（2000年 - 2022年、ベルメール）

2001年
- 学園戦記ムリョウ（村田今日子）
- だぁ!だぁ!だぁ!（鯉のぼり星人の息子）

2002年
- 真・女神転生Dチルドレン ライト&ダーク（クロト）
- ロックマンエグゼ（2002年 - 2006年、大園まりこ先生、ゴスペル首領、ゆりこ） - 5シリーズ

2003年
- コロッケ!（アンチョビ）
- ソニックX（ヘレン / ヘレン〈18才〉）
- 探偵学園Q（水無月香）
- デ・ジ・キャラットにょ（デ・ジ・キャラットママ）
- ぷちぷり*ユーシィ（パック）
- ポケットモンスター サイドストーリー（ハジメ）
- まっすぐにいこう。（2003年 - 2004年、かずくん、郁子の母） - 2シリーズ

2004年
- かいけつゾロリ（人魚姫の母）
- サムライチャンプルー（八葉）
- ななみちゃん（青葉洋子）
- MAJOR 1st season（本田千秋）

2005年
- いちご100%（唯の母）
- ブラック・ジャック（畸形嚢腫の声）
- 雪の女王（ニナ）

2006年
- いぬかみっ!（ババ）
- ガラスの仮面（幼少の真澄）
- ザ・サード 〜蒼い瞳の少女〜（火乃香の母）
- 戦争童話 焼跡の、お菓子の木（春男）

2007年
- DEATH NOTE（ニア） - 1シリーズ + 特別編
- ひまわりっ!!（小紫）
- メイプルストーリー（ソアラ〈アルの母〉）

2008年
- おじゃる丸（ヒスパニオラ号）
- チーズスイートホーム（2008年 - 2009年、お母さん） - 2シリーズ
- ポルフィの長い旅（マリッサ / サンドラ）

2010年
- STAR DRIVER 輝きのタクト（ヨウ・フジノ）
- 動物かんきょう会議（ハリネズミのハリィ）

2011年
- これはゾンビですか?（妄想ユー）
- 島んちゅMiRiKa（MiRiKa）
- スイートプリキュア♪（アフロディテ）
- Dororonえん魔くん メ〜ラめら（猫夢）
- 日常（スターラ姫）
- プリティーリズム・オーロラドリーム（春音おみ、ベアチ）

2012年
- エリアの騎士（一色妙子）
- PSYCHO-PASS サイコパス（2012年 - 2019年、ドミネーター） - 3シリーズ
- HUNTER×HUNTER（第2作）（2012年 - 2013年、シャルナーク、PC音声）
- プリティーリズム・ディアマイフューチャー（2012年 - 2013年、ベアチ、ミョンジャ、春音おみ）
- 名探偵コナン（2012年 - 2024年、世良真純）
- ONE PIECE エピソードオブナミ 〜航海士の涙と仲間の絆〜（ベルメール）

2013年
- がんばれ!ルルロロ（ママ）
- 京騒戯画（阿）
- ラブライブ!（2013年 - 2014年、理事長〈ことりの母〉） - 2シリーズ

2014年
- Wake Up, Girls!（2014年 - 2018年、丹下順子） - 2シリーズ
- ガールフレンド（仮）（深見絵真）
- プリティーリズム・レインボーライブ（福原メアリー）

2015年
- 牙狼 -紅蓮ノ月-（和泉式部）
- それが声優!（日髙のり子〈本人役〉）

2016年
- ViVid Strike!（ローリー・ベルリネッタ）
- がんがんがんこちゃん（2016年 - 2018年、がんぺーちゃん、ツムちゃん、ヒポ先生） - 2シリーズ

2017年
- リトルウィッチアカデミア（アーシュラ先生 / シャリオ・デュノール）
- バトルガール ハイスクール（八雲樹）
- デュエル・マスターズ（パンナコッタ）
- ONE PIECE エピソードオブ東の海 〜ルフィと4人の仲間の大冒険!!〜（ベルメール）

2018年
- ポプテピピック（2018年 - 2021年、ピピ美〈第1話Bパート / 再放送・リミックス版第10話Aパート〉）
- ざんねんないきもの事典（ナレーション）
- 若おかみは小学生!（林瑞玲）
- 深夜!天才バカボン（バカボンのママ、慣性の法則）
- キラッとプリ☆チャン（2018年 - 2021年、浦島時子）

2019年
- バミューダトライアングル 〜カラフル・パストラーレ〜（アルディ）
- MIX（2019年 - 2023年、ナレーション、パンチ幼犬） - 2シリーズ
- からかい上手の高木さん（2019年 - 2022年、西片母） - 2シリーズ
- 戦姫絶唱シンフォギアXV（シェム・ハ）
- 神田川JET GIRLS（2019年 - 2020年、ナレーション、波黄蘭）

2020年
- 織田シナモン信長（市子の母）
- 映像研には手を出すな!（水崎の母）
- ハクション大魔王2020（与田山ヨウ子）
- 半妖の夜叉姫（2020年 - 2022年、時代樹の精霊） - 2シリーズ

2021年
- ひぐらしのなく頃に業（エウア） - 2シリーズ
- 呪術廻戦（2021年 - 2023年、九十九由基） - 2シリーズ
- おしりたんてい（チョウチョふじん）
- 迷宮ブラックカンパニー（ナレーション）
- 古見さんは、コミュ症です。（2021年 - 2022年、ナレーション） - 2シリーズ

2023年
- 令和のデ・ジ・キャラット（デ・ジ・キャラットママ）
- わたしの幸せな結婚（2023年 - 2025年、薄刃澄美） - 2シリーズ
- 16bitセンセーション ANOTHER LAYER（ディスクジョッキー）
- アークナイツ（2023年 - 2025年、フミヅキ） - 2シリーズ
- 薬屋のひとりごと（2023年 - 2024年、風明）

2024年
- 夜桜さんちの大作戦（夜桜零）
- らんま1/2 (2024)（天道あかね）

2025年
- 俺だけレベルアップな件 Season 2 -Arise from the Shadow-（女王アリ）
- ウィッチウォッチ（工理路）
- Turkey!（寿桃）

### 劇場アニメ
1986年
- GREY デジタル・ターゲット（ファン）
- タッチ 背番号のないエース（南）
- タッチ2 さよならの贈り物（南）

1987年
- タッチ3 君が通り過ぎたあとに -DON'T PASS ME BY-（南）

1988年
- となりのトトロ（サツキ）

1989年
- アニメ三銃士 アラミスの冒険（コンスタンス）
- 宇宙皇子（地上編）（多多良女）

1990年
- 風の名はアムネジア（リサ）
- それいけ!アンパンマン ばいきんまんの逆襲（ヤーダ姫）

1991年
- ふしぎの海のナディア 劇場用オリジナル版（ジャン）
- らんま1/2 中国寝崑崙大決戦! 掟やぶりの激闘篇!!（あかね）

1992年
- らんま1/2 決戦桃幻郷! 花嫁を奪りもどせ!!（天道あかね）

1994年
- らんま1/2 超無差別決戦! 乱馬チームVS伝説の鳳凰（あかね）

1997年
- ゲゲゲの鬼太郎 おばけナイター（三太郎）

1998年
- 機動戦艦ナデシコ -The prince of darkness-（マキビ・ハリ）
- 銀河鉄道999 エターナル・ファンタジー（イーゼル）
- とつぜん!ネコの国 バニパルウィット（ブブリーナ）

2001年
- 犬夜叉 時代を越える想い（桔梗）
- Di Gi Charat 星の旅（デ・ジ・キャラットママ）

2002年
- 犬夜叉 鏡の中の夢幻城（桔梗）

2004年
- 犬夜叉 紅蓮の蓬莱島（桔梗）
- 劇場版ポケットモンスター アドバンスジェネレーション 裂空の訪問者 デオキシス（トオイ）
- 新暗行御史（沃）

2005年
- 劇場版ポケットモンスター アドバンスジェネレーション ミュウと波導の勇者 ルカリオ（母親）
- ロックマンエグゼ 光と闇の遺産（大園まりこ）

2006年
- トップをねらえ!&トップをねらえ2! 合体劇場版!!（タカヤノリコ）

2007年
- オオカミくんはピアニスト（ヒツジさん）

2010年
- 宇宙ショーへようこそ（ハナコ）

2011年
- 映画 スイートプリキュア♪ とりもどせ! 心がつなぐ奇跡のメロディ♪（アフロディテ）

2012年
- クレヨンしんちゃん 嵐を呼ぶ!オラと宇宙のプリンセス（ボインダ・ド・ヨーデス）

2013年
- 劇場版 HUNTER×HUNTER 緋色の幻影（シャルナーク）
- リトル ウィッチ アカデミア（シャイニィシャリオ、アーシュラ先生）

2014年
- Wake Up, Girls! 七人のアイドル（丹下順子）
- 名探偵コナン 異次元の狙撃手（世良真純）

2015年
- Wake Up, Girls! 続・劇場版（丹下順子）
- 劇場版 PSYCHO-PASS サイコパス（ドミネーター）
- ラブライブ!The School Idol Movie（理事長）
- リトル ウィッチ アカデミア 魔法仕掛けのパレード（アーシュラ先生）

2019年
- PSYCHO-PASS サイコパス Sinners of the System Case.1 罪と罰（ドミネーター）
- PSYCHO-PASS サイコパス Sinners of the System Case.2 First Guardian（ドミネーター）

2020年
- PSYCHO-PASS サイコパス 3 FIRST INSPECTOR（ドミネーター）

2021年
- 名探偵コナン 緋色の弾丸（世良真純）

2022年
- 映画ざんねんないきもの事典（リロイのママ、アナグマの母さん）

2023年
- 劇場版 PSYCHO-PASS サイコパス PROVIDENCE（ドミネーター）

2024年
- 好きでも嫌いなあまのじゃく（しおん）

2025年
- クレヨンしんちゃん 超華麗!灼熱のカスカベダンサーズ（キューブ・スゴイキューブ）

### OVA
1985年
- くりいむレモン PART4 POP♥CHASER(マイ)※PART3収録の予告編のみ

1988年
- 沙羅曼蛇（ステファニィ・マクベイン）
- トップをねらえ!（1988年 - 1989年、タカヤ ノリコ）

1989年
- 銀河英雄伝説（テレーゼ・ワグナー）
- バオー来訪者（スミレ）

1990年
- THE八犬伝（犬江新兵衛）
- B・B（松原小雪）

1991年
- 1月にはChristmas（柏木世衣子）
- 炎の転校生（高村友花里）
- 有閑倶楽部 犬猫まるごとHOWマッチ（白鹿野梨子）

1992年
- スクランブル・ウォーズ 突走れ!ゲノムトロフィーラリー（サハリ）
- 創世機士ガイアース（サハリ）
- チャイナさんの憂鬱（チャイナ）
- 三毛猫ホームズの幽霊城主（片山晴美）
- 有閑倶楽部 香港より愛をこめて（白鹿野梨子）

1993年
- 雲界の迷宮ZEGUY（さやか）
- お江戸はねむれない!（薄雲）
- らんま1/2 シャンプー豹変! 反転宝珠の禍（天道あかね）

1994年
- おいら宇宙の探鉱夫（河原町フキ/タコロー）
- 真・孔雀王（朋子）
- 魔物ハンター妖子5 光陰覇王の乱（真野ハルカ）
- らんま1/2 あかねVSらんま お母さんの味は私が守る!（天道あかね）
- らんま1/2 学園に吹く嵐! アダルトチェンジひな子先生（天道あかね）
- らんま1/2 道を継ぐ者（天道あかね）
- らんま1/2 SPECIAL よみがえる記憶（天道あかね）

1995年
- 赤ずきんチャチャ（1995年 - 1996年、しいねちゃん）
- らんま1/2 SUPER ああ呪いの破恋洞! 我が愛は永遠に（天道あかね）
- らんま1/2 SUPER 邪悪の鬼（天道あかね）

1996年
- 特務戦隊シャインズマン（日高理湖 / シャインズマンサーモンピンク）
- らんま1/2 SUPER 二人のあかね「乱馬、私を見て!」（天道あかね）

1998年
- 火宵の月 〜秋狂言〜（火月）
- HUNTER×HUNTER（クラピカ）
- ぼくたちのピース・リバー（テッド）

2003年
- サクラ大戦 エコール・ド・巴里（エリカ・フォンティーヌ）

2004年
- サクラ大戦 ル・ヌーヴォー・巴里（エリカ・フォンティーヌ）

2006年
- 千年の約束（丸丘さら） - 国税庁企画 ビデオアニメ

2010年
- らんま1/2 悪夢!春眠香（天道あかね）
- ONE PIECE FILM STRONG WORLD EPISODE:0（ベルメール）

2011年
- SUPERNATURAL: THE ANIMATION（アビゲイル・サリバン）

2012年
- るろうに剣心 -明治剣客浪漫譚- 新京都編（瀬田宗次郎）※2012年12月劇場先行公開

### Webアニメ
- 京騒戯画（2011年、阿吽兄弟 阿）
- 七ヶ浜でみつけた（2021年、カイト）
- ブラックチャンネル（2023年、一撃弾子[114]）
- 大槌超神楽ダイハンマー（2024年、旺慈朗）

### ゲーム
1990年
- らんま1/2（あかね）※PCエンジン版

1991年
- ま〜じゃんバニラシンドローム（バニラ）
- らんま1/2 とらわれの花嫁（天道あかね）

1992年
- らんま1/2 打倒、元祖無差別格闘流!（天道あかね）
- らんま1/2 爆烈乱闘篇（天道あかね）

1993年
- アルシャーク（FM-TOWNS版）（ショーコ・ペンローズ）
- 誕生 〜Debut〜（小暮由佳）

1994年
- ぷよぷよCD（パノッティ）
- ワンダープロジェクトJ 機械の少年ピーノ（ピーノ）
- らんま1/2 超技乱舞篇（天道あかね）

1995年
- ガンナーズヘヴン（ルカ・ヘットフィールド）

1996年
- エターナルメロディ（フィリー）
- ぷよぷよCD通（パノッティ、スキヤポデス）
- らんま1/2 バトルルネッサンス（天道あかね）
- ワンダープロジェクトJ2 コルロの森のジョゼット（ジョゼット）

1997年
- あすか120% エクセレント BURNING Fest（御手洗清子）
- あすか120% リミテッド BURNING Fest（御手洗清子）
- 銀河お嬢様伝説ユナ3 LIGHTNING ANGEL（天翔院・項翔）
- グランディア（フィーナ）
- こみゅにてぃぽむ（ルル）
- スーパーロボット大戦F（ミーナ・ライクリング、タカヤ・ノリコ）
- 初恋ばれんたいん（織田夏澄）
- パンツァーバンディット（カスミ）
- My Dream 〜On Airが待てなくて〜（渡辺いずみ）
- ななこSOS for Windows（ななこ）

1998年
- アイドル雀士スーチーパイ発売5周年記念めちゃ限定版○得パッケージ（二ノ宮ことり）
- 銀河お嬢様伝説ユナ FINAL EDITION（天翔院・項翔）
- グランディア デジタルミュージアム（フィーナ）
- 新世紀エヴァンゲリオン エヴァと愉快な仲間たち（ジャン、ノリコ）
- スーチーパイアドベンチャー ドキドキナイトメア（二ノ宮ことり）
- スーパーロボット大戦F完結編（ミーナ・ライクリング、タカヤ・ノリコ）
- ツインビーRPG（モルテ）
- 爆走兄弟レッツ&ゴー!! エターナルウィングス（一文字烈矢）
- 初恋ばれんたいん Special（織田夏澄）
- ブラックマトリクス（ドミナ）※セガサターン版
- 雪割りの花（桜木花織）
- 雷弩機兵ガイブレイブ2（マーズ皇帝）

1999年
- あすか120% ファイナル BURNING Fest（御手洗清子）
- あすか120% リターン BURNING Fest（御手洗清子）
- ブラックマトリクス AD（ドミナ）※ドリームキャスト版

2000年
- スーパーロボット大戦α（タカヤノリコ）
- ブラックマトリクス+（ドミナ）※PlayStation版

2001年
- 犬夜叉（桔梗）
- サクラ大戦3 〜巴里は燃えているか〜（エリカ・フォンティーヌ）
- サクラ大戦オンライン（エリカ・フォンティーヌ）

2002年
- 犬夜叉 〜戦国お伽合戦〜（桔梗）
- サクラ大戦4 〜恋せよ乙女〜（エリカ・フォンティーヌ）
- スーパーロボット大戦IMPACT（レニー・アイ）
- ZOIDS VS.シリーズ（アトレー・アーカディア、リーゼ）
- テイルズ オブ ザ ワールド なりきりダンジョン2（サナトス）

2003年
- 犬夜叉 〜奈落の罠! 迷いの森の招待状〜（桔梗）
- コロッケ!2 闇のバンクとバン女王（アンチョビ）
- コロッケ!3 グラニュー王国の謎（アンチョビ）

2004年
- 犬夜叉 〜呪詛の仮面〜（桔梗）
- コロッケ!Great 時空の冒険者（アンチョビ）
- サクラ大戦物語 〜ミステリアス巴里〜（エリカ・フォンティーヌ）
- サクラ大戦V EPISODE 0〜荒野のサムライ娘〜（エリカ・フォンティーヌ）
- スーパーロボット大戦MX（マキビ・ハリ）
- みんなのGOLF ポータブル（サギリ）

2005年
- Another Century's Episode（マキビ・ハリ）
- 犬夜叉 奥義乱舞（桔梗）
- コロッケ!DS 天空の勇者たち（アンチョビ、サーディン）
- スーパーロボット大戦MX ポータブル（マキビ・ハリ）
- 第3次スーパーロボット大戦α 終焉の銀河へ（タカヤ・ノリコ）
- テイルズ オブ ザ ワールド なりきりダンジョン3
- 天外魔境III NAMIDA（壱与）
- ふしぎの海のナディア〜Inherit the Bluewater〜（ジャン）
- メタルギアソリッド3 サブシスタンス（日ノ本零子、麗琥）
- 雪割りの花（桜木花織）※PlayStation Portable版
- ランブルローズ（日ノ本零子 / 麗琥）

2006年
- ランブルローズXX（日ノ本零子 / 麗琥）
- るろうに剣心 -明治剣客浪漫譚- 炎上!京都輪廻（瀬田宗次郎）

2007年
- 新世紀エヴァンゲリオン バトルオーケストラ（タカヤ・ノリコ）

2008年
- ドラマチックダンジョン サクラ大戦 〜君あるがため〜（エリカ・フォンティーヌ）
- アオイシロ（小山内梢子）
- 暁のアマネカと蒼い巨神（リエ・メインステイ）

2009年
- スーパーロボット大戦NEO（稲葉天音 / アマネ）

2010年
- uni.（白河いおり）

2011年
- 日常 〈宇宙人〉（スターラ姫〈フェイ・スターラ〉）
- るろうに剣心 -明治剣客浪漫譚- 再閃（瀬田宗次郎）

2012年
- PROJECT X ZONE（エリカ・フォンティーヌ）
- るろうに剣心 -明治剣客浪漫譚- 完醒（瀬田宗次郎）

2013年
- 解放少女 SIN（時江千明）
- スーパーロボット大戦UX（レニー・アイ）
- VitaminR（理事長）
- リング☆ドリーム 女子プロレス大戦（星空こがね、沓沢真生、女色ディーノ）

2014年
- CV 〜キャスティングボイス〜（鴫野巴菜）
- 3594e -三国志英歌-（孫尚香）
- ガールフレンド（仮）（深見絵真）
- 第3次スーパーロボット大戦Z 時獄篇 / 天獄篇（2014年 - 2015年、タカヤ・ノリコ） - 2作品
- 名探偵コナン ファントム狂詩曲（世良真純）

2015年
- グランブルーファンタジー（マリエ、エリカ・フォンティーヌ）
- PSYCHO-PASS サイコパス 選択なき幸福（ドミネーター）
- バトルガール ハイスクール（八雲樹）
- PROJECT X ZONE 2:BRAVE NEW WORLD（エリカ・フォンティーヌ）

2016年
- モンスターハンター フロンティアZ
- √Letter ルートレター（文野亜弥）

2017年
- スーパーロボット大戦V（マキビ・ハリ）
- 俺達の世界わ終っている。（ニコル・ショーター）
- スーパーロボット大戦X-Ω（タカヤ・ノリコ、エリカ・フォンティーヌ）
- リトルウィッチアカデミア 時の魔法と七不思議（アーシュラ先生）

2018年
- スーパーロボット大戦X（ジャン・ロック・ラルティーグ）
- ぷよぷよ!!クエスト（世良真純）
- √Letter ルートレター Last Answer（文野亜弥）

2019年
- スターオーシャン:アナムネシス（エリカ・フォンティーヌ）
- JUDGEMENT 7 俺達の世界わ終っている。（ニコル・ショーター）
- スーパーロボット大戦T（タカヤ・ノリコ、マキビ・ハリ）
- ドラゴンクエストライバルズ（ネネ）
- 消滅都市0.（ドミネーター）

2020年
- Fate/Grand Order（アフロディーテ）
- ファイナルファンタジーVII リメイク（クラウディア・ストライフ）
- 妖怪ウォッチ ぷにぷに（2020年 - 2022年、世良真純、天道あかね）
- 共闘ことばRPG コトダマン（瀬田宗次郎）
- Root Film ルートフィルム（真鍋祥子）
- 八月のシンデレラナイン（草刈レナ）
- メギド72（2020年 - 2023年、マモン）

2021年
- 戦刃アレスタ（Wise-N）
- 少女☆歌劇 レヴュースタァライト -Re LIVE-（エリカ・フォンティーヌ）
- スーパーロボット大戦30（エリカ・フォンティーヌ） - DLC追加キャラクター

2022年
- タクティクスオウガ リボーン（オクシオーヌ・ラヴィン）

2023年
- ファイアーエムブレム ヒーローズ（2023年 - 2024年、ネルトゥス）
- 東京放課後サモナーズ（犬江親兵衛マサシ）

2024年
- ファイナルファンタジーVII リバース
- メタファー：リファンタジオ（謎の声）
- 三國志8 REMAKE（貂蝉）
- スーパーロボット大戦DD（マキビ・ハリ）

2025年
- モンスターストライク（世良真純）

### ドラマCD
- ああっ女神さまっ（ベルダンディー）
- アオイシロ シリーズ（小山内梢子）
  - 青い城の縁結び
  - 青い城と梢子の靴
  - 青い城の円舞曲
  - 青城奇譚
  - 青い城の凱旋門
- E'S（アンドリュー）
- イースV 〜失われた砂の都ケフィン（ウィリー）
- オヤマ! 菊之助（藤井菊之助）
- 快傑蒸気探偵団（ル・ブレッド）
- 学園特警デュカリオン（宙尊寺絵里衣）
- 風光る（神谷清三郎 / 富永セイ）
- 金田一少年の事件簿 死神病院殺人事件（聖正映子）
- 新・超幕末少年世紀タカマルCD劇場 〜女れいだぁすケイティ殿 ちゃんぽん王国で宝さがしでござるの巻〜（福田ケイティ）
- Z MAN（ナナシ）
- BASARA外伝TATARA（更紗）
- ふしぎ遊戯シリーズ（夕城美朱）
  - ふしぎ遊戯
  - ふしぎ遊戯2 朱雀招喚篇
  - ふしぎ遊戯3 神座宝死守編
  - ふしぎ遊戯4 青龍開封編
  - ふしぎ遊戯5 朱宿飛翔編
  - ふしぎ遊戯 永遠我愛
- 放課後シリーズ（渡辺ミサコ）
- マジンカイザー傳（相川ユリカ）

### ASMR
- ねこぐらし。シリーズ（2020年、猫神様） ※ダウンロード専売
  - ねこぐらし。〜猫神様でございます〜
  - ねこぐらし。2〜猫神様と年の瀬の湯〜

### デジタルコミック
- 炎の闘球女 ドッジ弾子（2023年、一撃弾子[144]）

### 吹き替え

#### 担当女優
ジェイマ・メイズ
- glee/グリー（エマ・ピルズベリー）
- スマーフ（グレース・ウィンスロー）
- スマーフ2 アイドル救出大作戦!（グレース・ウィンスロー）

#### 映画
- 銀杏のベッド（タリム）
- 大人の女子会 ナイトアウト（アリソン〈サラ・ドリュー〉）
- キングピン/ストライクへの道（レベッカ〈ミシェル・マシスン〉）※VHS版
- グリンチ（8歳のマーサ・メイ〈ランドリー・オルブライト〉）※劇場公開版
- シェーン（マリアン・スターレット〈ジーン・アーサー〉[145]）※スター・チャンネル版
- 死にたいほどの夜（メアリー〈グレッチェン・モル〉）
- スーパーマリオ 魔界帝国の女神（デイジー〈サマンサ・マシス〉[146]）※ソフト版
- バードケージ（バーバラ・キーリー〈キャリスタ・フロックハート〉）※フジテレビ版
- チャーリーとチョコレート工場（オーガスタス・グループ〈フィリップ・ウィーグラッツ〉[147]）※日本テレビ版
- でっかくなっちゃった赤い子犬 僕はクリフォード（マギー〈シエンナ・ギロリー〉[148]）
- テロリスト・ゲーム2/危険な標的（マイラ・タン〈アイリーン・ウン〉）※フジテレビ版
- バーニーズ　あぶない!?ウィークエンド（グエン）
- ラスト・オブ・モヒカン（コーラ〈マデリーン・ストウ〉）※フジテレビ版
- リンク（ジェーン・チェイス〈エリザベス・シュー〉）※テレビ東京版
- レディ・プレイヤー1（女性シクサー研究員[149]）
- わすれな歌（サダウ）

#### ドラマ
- エレメンタリー ホームズ&ワトソン in NY（タラ・パーカー〈サットン・フォスター/Sutton Foster〉）
- 9-1-1: LA救命最前線（マディー・バックリー・ケンダル〈ジェニファー・ラブ・ヒューイット〉）
- クリミナル・マインド7 FBI行動分析課（ライラ・ブラッドストン〈トレイシー・ミドンドーフ/Tracy Middendorf〉）
- 刑事ロニー・クレイブン（エマ・クレイブン〈ジョアンヌ・ウォーリー〉）
- 18・29〜妻が突然18才!?（ユ・ヘチャン〈パク・ソニョン〉）
- DOC あすへのカルテ（アニェーゼ・ティベリ〈サラ・ラッザーロ〉[150]）
- ONE PIECE（2023年、ベルメール）

#### アニメ
- アイアン・ジャイアント（アニー・ヒューズ[151]）
- おさるのジョージ（リリー）
- オズ・キッズ（ドット〈初代〉）
- クズ悪役の自己救済システム（システム[152]）
- 劇場版ミッフィー どうぶつえんで宝さがし（おかあさん[153]）
- ぞうのババール（セレステ）
- ねこのガーフィールド（エセル[154]）
- フィリックス・ザ・キャット（フィリックス）
- ヘラクレス（ヘスティア）

### テレビドラマ
- 未来からの挑戦（1977年） - 水谷 役（伊東範子名義）
- GOGO! チアガール（1980年 - 1981年） - 中川純子 役
- 同級生は13歳（1987年） - お好み焼屋「INN」店員 役
- 東芝日曜劇場 「途中下車純情」（1992年）
- 世にも奇妙な物語 「幸せを運ぶ眼鏡」（2015年） - ウェルサ（声） 役
- 声ガール!（2018年） - 菊池マリ 役
- 彼女はキレイだった（2021年） - 夏川ちかげ 役
- ボイスII 110緊急指令室 第6・7話（2021年8月28日・9月4日） - 自治会長・須藤美由紀 役
- 遺留捜査 第7シーズン 第9話（2022年9月8日） - 江本みどり 役

### 特撮
- スーパー戦隊シリーズ
  - バトルフィーバーJ（1979年） - 中原ケイコ 役（伊東範子名義）
  - 烈車戦隊トッキュウジャー（2014年 - 2015年） - グリッタ嬢の声 役[155]
  - 烈車戦隊トッキュウジャー THE MOVIE ギャラクシーラインSOS（2014年） - グリッタ嬢の声 役[156]
- 仮面ライダーゼロワン（2019年  - 2020年） - ザット（声） 役[157]

### オリジナルビデオ
- 行って帰ってきた烈車戦隊トッキュウジャー 夢の超トッキュウ7号（2015年） - グリッタ嬢の声 役
- てれびくん超バトルDVD 仮面ライダーゼロワン『カンガルーからナニが飛び出す？ソンナの自分でカンガルー！はい、或人じゃないと！！』（2020年） - ザット（声） 役

### 人形劇
- ざわざわ森のがんこちゃん（がんぺーちゃん、ツムちゃん、ヒポ先生〈2代目〉）
  - 新・ざわざわ森のがんこちゃん[158]
  - えいごでがんこちゃん[159]
  - ざわざわえんのがんぺーちゃん[160]
- バケルノ小学校 ヒュードロ組（お七、ヒュードロ・オキク先生、カラス・コテング）
- 銀河銭湯パンタくん（タマミー）

### 朗読・その他CD
- Sound Horizon 6th Story CD Moira（キャラクターボイス）
- 中学校英語教科書 NEW HORIZON (東京書籍) 付属CD（1990年前半ごろ、解説の日本語の司会進行役）

### パチンコ・パチスロ
- CR黄金ハンター 〜ショコラとタルトの大冒険〜（ショコラ）
- ランブルローズ（日ノ本零子）
- CRサクラ大戦（エリカ・フォンティーヌ）プレミアムキャラとして登場。
- パチスロサクラ大戦3（エリカ・フォンティーヌ）

### テレビナレーション
- 教えて!ウルトラ実験隊（テレビ東京）
- オリキュン
- みんな生きている
- セイウチ・ビジネス・スタジアム（テレビ東京）
- 月曜プレミア!「自分でできる!我が家のリフォーム大作戦!」（2011年10月31日、テレビ東京）
- 天才!志村どうぶつ園特別編 スペシャルのみでは毎回ナレーションで出演。
- スタア同窓会
- COOL JAPAN〜発掘!かっこいいニッポン〜（2012年4月 - ）
- だんくぼ→だんくぼ・彩（テレビ朝日、2012年10月 - 2014年3月）
- あにP-アニメプロデューサーズ（TOKYO MX、2013年2月 - 3月）
- ミライ☆モンスター→ライオンのミライ☆モンスター（フジテレビ、2014年4月6日 - ）
- あさイチ（NHK総合、2018年4月 - ） - 火曜日コーナー「クイズとくもり」「ツイＱ楽ワザ」のナレーション
- 発達障害キャンペーン“普通”って何だろう？（NHK総合、2018年4月 - ） - ナレーション
- 青春高校3年C組（テレビ東京、2020年4月7日 - 2021年3月16日）
  - 青春高校3年C組 最終回SP 卒業式完全版&ラストLIVE（2021年4月1日）

#### レギュラー出演（テレビ）
- レッツゴーヤング（NHK）
  - サンデーズメンバーとして出演。その当時にシングル「もう一度ブラックコーヒー」をリリース。
- おはよう!サンデー・ちびっこマラソン（日本テレビ系、毎週日曜朝放映）
  - 小学生が参加する皇居1周マラソンを放映する番組。コント赤信号の3人と共にレギュラー出演しており、子供たちの中に混ざり皇居1周マラソンを走っていた。
- 新アフタヌーンショー（1987年、テレビ朝日他・テレ朝系のマスト局とTSB・TOSは同時ネット）
- タミヤRCカーグランプリ（テレビ東京系）
  - 参加者にインタビューするリポーターを務めていた。また、同番組のテーマ曲『潮風のサーキット』、『TRY TO JUMP〜あきらめないで〜』を歌っていた。レースに参加したこともあった。
- おはようスタジオ（テレビ東京系列）
  - 同番組の最後の3ヶ月間のアシスタントを務めていた。2001年正月に21世紀特番『おはスタSP 帰って来た! おはようスタジオ』が放送され、新旧出演者が勢揃いする中で日高も出演。
- お願い!ランキング（2011年10月13日 - 、テレビ朝日）
  - 「雄二のぶっちゃけ部屋」コーナーにおいて、三ツ矢雄二と共にメインパーソナリティを務める。人気声優を招いて声優業界の衝撃的な裏話をランキング形式でトーク展開するコーナー。
- ご自慢ライブ おしあげNOW→東京スカイツリータウン MXご自慢ライブ（2012年5月27日 - 、TOKYO MX） - 情報ナビゲーター
- Why!?プログラミング（2016年3月21日 - 2017年7月22日、NHK Eテレ） - ラムの声[161]
- たのきん全力投球!
- 3か月でマスターする江戸時代（2025年1月8日 - 3月26日、NHK Eテレ） - 小江戸ちゃんの声[162]

#### コーナー出演
- 住まいの110番（静岡けんみんテレビ、現：静岡朝日テレビ）
  - 住まいの悩み事を解決するケーススタディコーナー「ノンちゃんのこれでバッチリ!」を担当。
- ルンルンあさ6生情報（日本テレビ）
  - 生放送リポーターを務め、早朝市場の中継などに従事。朝から大声で喋るため、自ら「走るカナリヤ日高のり子」と称していた。
- SHARPワールドクイズ・カンカンガク学（日本テレビ系 1984年4月6日 - 1985年6月28日） - レポーター[23]
- クイズなっとく歴史館（フジテレビ系 1988年4月7日 - 1989年9月28日）リポーター
- FNS26時間テレビ「さんま・中居の今夜も眠れない」（フジテレビ系 2009年）浅倉南役で声のみ
- 大!天才てれびくん 「ドラまちがい『家政婦のロボ!?』」（NHK Eテレ、2012年） - ヨシダさん 役
- 世界の衝撃ストーリー - 声の出演

### ラジオ
ここでは代表的な番組を挙げる。
笑福亭鶴光のオールナイトニッポン
- ニッポン放送ほか（1981年7月26日 - 1982年3月28日）

アシスタントを担当。番組内では自分のコーナー「のりのりジョッキー アップ・ルンルン」も進行（約30分）。浜田朱里、坂上とし恵らと共に「ガケっぷちトリオ」と命名されていた。鶴光流のエールであった。
朝から音楽めいっぱい!!サンデーモーニングワイド
- ニッポン放送（1986年 - 1987年）

ブロックワイド形式の番組で、8番組の合間をトークでつなぐパーソナリティとして出演（4代目パーソナリティ）。午前7時台の『サンデー・ベストヒット・スペシャル ラブサウンズをあなたに』は1時間生出演、1986年11月16日 - 1987年4月5日の間は午前11:30枠の番組『日高のり子のハロー!サウンドエキスプレス』にも生出演していた。
日石土曜おもしろラジオ
- ラジオ大阪

『タッチ』で共演した三ツ矢雄二と共に出演。日本石油（現：ENEOS）一社提供。
生放送のような形を取っていたが、実際は録音で「はいぱぁナイト」と同じスタジオ、スタッフだった。
めざせ!高校一直線!（1987年4月 - 1989年3月）
- ラジオたんぱ

ケンクスのABCラジオファンキーズ（1987年11月）
- ABCラジオ

マンスリーゲストとして出演。「のりも」のニックネームを付けられる。最終週ではラジオドラマで「たこ仙人」を演じ、ドラマ以外でも「はっぴー・るんるーん」と絶叫した。
サタデーときめきステーション（1989年4月 - 1994年9月）
日高のり子のサタステブレイク（1994年10月 - 1995年9月）
- FM長野

同局の坂井一正アナウンサーと共に、毎週土曜日夕方に同局の松本市内の本社スタジオ（一般道路から放送の様子をガラス越しに見ることができる）から生放送（2時間番組であったが、放送時間は時期によって異なる）。
本人は毎週新宿駅から中央線特急あずさ号に乗って松本まで通い、新宿駅や松本駅でのファンの見送りが常態化していた。毎週放送終了後、時間があれば本社ロビーにて放送を見に来たファンへのサービスとしてミニサイン会が行われていた。本人が仕事などで松本に行けなかった週は主に日高と交友のある人間がピンチヒッターとして出演していた。
番組自体はFM局らしく、リスナーからの音楽リクエストや坂井アナとのトーク、リスナーへの電話コーナーなどが主体であった。
1995年9月一杯をもって本人の妊娠を機に終了。
ノン子とのび太のアニメスクランブル
- 文化放送ほか - 1991年4月14日 - 2025年3月26日

長谷川のび太（本名・長谷川太）アナウンサーと共に出演。日高のラジオ番組では最も長期間となる34年もの担当となった。
詳しくはこの番組の項を参照。
Clair de Lune
- NACK5 - 1992年4月 - 9月

関俊彦と山寺宏一と組んでいたユニットバナナフリッターズの番組。ミニドラマ（後にCD化された）とトーク、音楽主体の構成。
アースコンシャス・ドリーム
- TOKYO FM（JFN）系列

JET STREAMのすぐ後に放送されていた5分番組。島根県がスポンサーとなっていた局もあった。
KBS京都はいぱぁナイト-ハイヤングKYOTO「アロマチックナイト」
- KBS京都（1989年10月13日 - 1997年9月29日。全413回）

日高が初めて単独で持った長時間生ラジオ番組。『ラジオパラダイス』誌（廃刊）でも1位に迫るほどの人気を博した。
ラジオ番組、主にアニラジで現在広く使われているふつおたの起源とされる番組でもある。
日高のり子のはいぱぁナイト金曜日
- 1989年10月13日 - 1995年3月31日（全285回）

日高のり子のはいぱぁナイト月曜日
- 1995年4月3日 - 1996年3月26日（全50回）

1995年春にKBS京都が会社更生法の適用に至り、同局の深夜生番組体制の縮小が始まったことから、はい金枠終了と共に月曜へ異動。1995年初秋に番組内で懐妊を発表、翌年初冬に出産を控えて一時降板（その間は山寺宏一、杉原徹、沢田聖子などが代打を務めた）。
日高のり子のアロマチックナイト（ハイヤングKYOTO月曜日）
- 1996年4月1日 - 1997年9月29日（全78回）

『はいぱぁ』終了後に始まったハイヤングKYOTO (第二期)の月曜を引き続き担当。
開始半年後に日高と共に担当していた水曜担当の杉原徹が外れ、旧『はいぱぁ』陣としてはただ一人の状態で新『ハイヤン』全曜日の中でも高聴取率だったにもかかわらず、KBS京都の経営環境が厳しい中で1997年9月一杯をもって新『ハイヤン』東京制作枠全廃を理由に終了が決定。最終回当日に四条河原町のゲームセンター店内で開催されたファイナルイベントが参加リスナーのあまりの多さ（3000人以上）に会場周囲の歩道が歩行不能状態に陥ったことから警察が駆け付ける事態になり中止となる（翌日の京都新聞の記事にもなった）。紆余曲折を経て、最終回放送から約1か月後、その年の年末の特番（「日高のり子のアロマチックウィンターナイト」）の公開録音を兼ねた仕切り直しのファイナルイベントが円山公園で開かれ終了する。
日高のり子のTokyo Wonder Jam うり!うり!うりほぅ!
- KBS京都 - 1998年4月4日 - 2001年3月31日（全156回）

先述のアロマチックナイト最終回の混乱交じりの盛り上がりを見たナムコがスポンサーとして名乗りを上げ、半年ぶりに復活した番組。東京・二子玉川のナムコ・ワンダーエッグより毎週土曜夕方から生放送だった（同施設が2000年末をもって二子玉川地域再開発事業のために閉園となった後は、スタジオ（詳細不明）からの生放送に）。
日高のり子のHAPPY＠
- KBS京都 - 2001年4月7日 - 2004年3月27日（全155回）

当初は文化放送が開設していたスタジオSOLA（都庁45階展望台の公開スタジオ）からの放送だったが、同スタジオ閉鎖後はスタジオ（詳細不明）からの放送に。
浅倉南のオールナイトニッポン
- ニッポン放送ほか - 2004年9月29日

オールナイトニッポン第一部枠で『タッチ』DVD-BOX発売記念として放送された一晩限りの特番。その当時、同BOXの宣伝で文化放送のあらゆる番組にゲスト出演していた。
NONKO'S CHEERFUL MIND “うらら”
- KBS京都 - 2005年10月5日 - 2006年3月

HAPPY@終了後、KBS京都に1年半ぶりの復帰。「癒し」が主なコンセプトの録音の15分番組。
（三ツ矢3+日高3）2=!?
- 神南スタジオ配信インターネットラジオ

毎月第1・第3火曜更新で、三ツ矢雄二と組む。
神南スタジオ公式サイト内・番組配信ページ
林原めぐみのTokyo Boogie Night
- TBSラジオ

ゲストとしての出演機会も多く、パーソナリティの林原めぐみの産休期間には代理パーソナリティを務めた。
東京REMIX族
- J-WAVE

It's a Voiceful World〜ラジオショーへようこそ!〜
- 超!A&G+ - 2010年10月10日 - 2014年10月5日（全209回）

BANANA FRITTERS A-Go-Go!!!
- （2017年、超!A&G+）

神谷明・日高のり子 TALK!×3
- CBCラジオ - 2020年4月4日 - 2023年3月25日

2018年10月から放送されていた「神谷明 TALK!×3」に新参加。

### ラジオドラマ
- ミヤリサン製薬 ラジオ劇場「アキラとあきら」2024年9月30日 - （KBCラジオ） - 山崎淑子 役[163]

### 舞台
- 「マミミの森」
- コント赤信号劇団第3回公演「雨が聴こえない」（1985年4月23日 - 28日、下北沢駅前劇場　作・演出：秋元康）
- 「The Star Spangled Girl」（バナナフリッターズ 演出中尾隆聖）1991年
- 「PLAY A SONG」（オムニバス。「始発の心」で塩沢兼人と共演。演出三ツ矢雄二）1993年
- サクラ大戦 シリーズ - エリカ・フォンティーヌ 役
  - 巴里花組特別ミニライブショウ（2001年8月13日、東京厚生年金会館）
  - サクラ大戦ディナーショー
  - サクラ大戦武道館ライブ 〜帝都・巴里・紐育〜（2007年5月13日、日本武道館）
  - 紐育レビュウショウ 〜歌う♪大紐育♪2〜（2007年7月15日 - 18日、日本青年館） - 映像出演
  - 紐育レビュウショウ 〜歌う♪大紐育♪3〜 ラストショウ（2008年8月28日、銀河劇場）
  - 巴里花組ライブ2009 〜燃え上がれ自由の翼〜（2009年12月26日・27日、青山劇場）
  - サクラ大戦帝都ライブ2010（2010年3月6日、東京厚生年金会館）
  - 巴里花組＆紐育星組ライブ2010 〜可憐な花々 煌めく星々〜（2010年12月10日 - 12日、青山劇場）
  - サクラ大戦武道館ライブ2 〜帝都・巴里・紐育〜（2011年10月7日、日本武道館）
  - 巴里花組ライブ2012 〜レビュウ・モン・パリ〜（2012年12月26日 - 29日、青山劇場）
  - 偉大の航道-田中公平動漫交響音楽会（2013年6月16日、台湾台北 国家音楽庁）
  - 巴里花組ショウ2014 〜ケセラセラ・パリ〜（2014年2月13日 - 16日、銀河劇場）
- ブリングアップ「憧れのスーザン・ボイル様」（2009年）
- アルターエゴ第46回公演「シンプル・レヴュー3」（2011年）
- 朗読劇「ヒア・カムズ・ザ・サン」（2016年） - トシの母 役
- READPIA朗読劇「風の聲 〜妖怪大戦争 外伝〜」2021年7月3日 - 4日（ところざわサクラタウン） - 松浦紗江 役
- READPIA リーディックシアター「トリカゴ」（2024年1月13日・14日、品川プリンスホテル クラブeX） - キリ 役[164]
- 井上和彦50周年記念公演Kazz's「エニグマ変奏曲」（2024年8月24日、博品館劇場）[165]

### ライヴ
- 「LIVE IN MURASAKI」（Live House Murasaki、1984年6月10日I部20:00〜、II部21:30 - (＋アンコール)、出演：日高のり子）
- 「日高のり子ファーストライヴinルイード」（新宿ルイード、1985年12月8日[166] 12:30 - 13:45、出演：日高のり子、ゲスト:三ツ矢雄二）
- 「日高のり子セカンド　ライヴinルイード」（新宿ルイード、1986年4月20日12:00 - 14:00、出演：日高のり子、ゲスト:三ツ矢雄二・他）
- 「日高のり子&三ツ矢雄二ジョイントライヴ」（新宿ルイード、1986年6月22日14:00 - 16:00、出演：日高のり子・三ツ矢雄二）
- 「田中公平 作家生活30周年記念コンサート」（東京厚生年金会館、2009年11月1日）

### 電気製品
- 松下電器・パナソニック ETC車載器・一部モデルの音声案内(ITSスポット音声は除く) - (CY-ET806D/ET809D/ET906D/ET906KD/ET907D/ET907KD/ET908D/ET908KD/ET909D/ET909KD/ET926D/ET2605GD/ET2610GD)[167]
- プレシードジャパン「AVIOT ワイヤレスイヤホン」ボイスガイダンス - (TE-BD21J-PNK/TE-Z1PNK/ TE-BD21J-LTD/TE-W1PNK等)[168]

### CM
- 丸井「丸井渋谷店 本館・ヤング館」
- 花王石鹸「ニベアスキンミルク」
- ポニー「ウルティマ 恐怖のエクソダス」（1987年）
- バンダイナムコゲームス「太鼓の達人」
- バンダイ「トップをねらえ! GunBuster (PlayStation 2)」（2005年）
- バンプレスト「第3次スーパーロボット大戦α 終焉の銀河へ」（2005年）檜山修之、保志総一朗と共演。
- ガスト「お箸で切れちゃうビーフシチューぜいたくがけハンバーグ 2つの出会い編」（2012年2月）三ツ矢雄二と声の共演。
- 龍角散 ｢らくらく服薬ゼリー 」
- 小学館「MIX 11巻」
- ワイモバイル「60歳以上はいいのだ」篇（2022年[169]）
- ダイハツ「ダイハツミラ フィリックスキット」（1991年）
- 朝日新聞社「第104回全国高等学校野球選手権大会」（2022年）

### その他コンテンツ
- 日高のり子歌とサイン会（1985年11月17日、東急東横店屋上[33]）
- アニメイトカセットコレクション やったらこうなっちゃったナディア（ジャン）
- ウルティマ 恐怖のエクソダス（ひだかのりこ）
  - 声の出演ではなく、本人が作中のキャラとして登場。また、テーマソングおよびイメージソングとして歌った『ウルティマ 〜瞳のナイフ〜』、『ハートの磁石』の2曲のメロディーが作中のBGMに使われている。
- ゲゲゲの鬼太郎 〜鬼太郎の幽霊電車〜（三太郎[170]）
- セイウチ・ビジネス・スタジアム（セイウチのモコ）
- プラネタリウム番組「星空交響曲〜宇宙を見上げよう〜」さいたま市青少年宇宙科学館（ナレーション）
  - リンゴの木の下で ケンブリッジの星空（ナレーション）
- NHK少年ドラマシリーズ「未来からの挑戦」パトロール隊員（1977年） - （伊東範子 名義）
- 日産自動車HP「のってカンガルー」ウェブ絵本（ナレーション）
- プロ野球のウグイス嬢 - 2009年8月29日・8月30日、京セラドーム大阪で行われたオリックス・バファローズ対埼玉西武ライオンズ戦にて[171]。
- 松本ひでお 情報発見 ココだけ（2011年12月5・12日、ニッポン放送） - 月曜レギュラーパートナー・佐々木秀実欠席時の代理。
- ちはやふる -繋ぐ-（2018年2月） - ちはやふる 結び メイキング映像パートのナレーション
- NHK for School スペシャルムービー「じぶん かくど かわる」（NHK） - 歌唱担当[172]
- 林家正蔵の演芸図鑑（2023年2月5日・12日、NHK総合） - 対談ゲスト
- あさイチ「プレミアムトーク 日髙のり子▽奥深き声の世界！タッチ＆トトロ」（2023年2月24日、NHK総合）

## ディスコグラフィ

### シングル
| #                     | 発売日            | 面                | タイトル                        | 規格              | 規格品番          |
| いとうのりこ 名義     | いとうのりこ 名義 | いとうのりこ 名義 | いとうのりこ 名義               | いとうのりこ 名義 | いとうのりこ 名義 |
| CBS・ソニー           | CBS・ソニー       | CBS・ソニー       | CBS・ソニー                     | CBS・ソニー       | CBS・ソニー       |
| --------------------- | ----------------- | ----------------- | ------------------------------- | ----------------- | ----------------- |
| 1st                   | 1980年1月21日     | A                 | ふた子のモンチッチのうた        | EP                | 05SH-696          |
| 1st                   | 1980年1月21日     | B                 | どこかでだれかとモンチッチ      | EP                | 05SH-696          |
| 日髙のり子 名義       |                   |                   |                                 |                   |                   |
| CBS・ソニー           |                   |                   |                                 |                   |                   |
| 2nd                   | 1980年12月1日     | A                 | 初恋サンシャイン                | EP                | 07SH-895          |
| 2nd                   | 1980年12月1日     | B                 | PRETTY LOVE                     | EP                | 07SH-895          |
| 3rd                   | 1981年10月1日     | A                 | もう一度・ブラックコーヒー      | EP                | 07SH-1059         |
| 3rd                   | 1981年10月1日     | B                 | イエスorノー                    | EP                | 07SH-1059         |
| 4th                   | 1982年4月1日      | A                 | ひとつぶの涙                    | EP                | 07SH-1139         |
| 4th                   | 1982年4月1日      | B                 | 春めきラプソディ                | EP                | 07SH-1139         |
| 日高のり子 名義       |                   |                   |                                 |                   |                   |
| キャニオン・レコード  |                   |                   |                                 |                   |                   |
| 5th                   | 1986年10月21日    | A                 | ときめきはForever               | EP                | 7A-0653           |
| 5th                   | 1986年10月21日    | B                 | 晴れた日にも愛をください        | EP                | 7A-0653           |
| 6th                   | 1987年7月21日     | A                 | ウルティマ 〜瞳のナイフ〜       | EP                | 7A-0751           |
| 6th                   | 1987年7月21日     | B                 | ハートの磁石                    | EP                | 7A-0751           |
| ポニーキャニオン      |                   |                   |                                 |                   |                   |
| 7th                   | 1987年10月21日    | A                 | 潮風のサーキット                | EP                | 7A-0783           |
| 7th                   | 1987年10月21日    | B                 | TRY TO JUMP 〜あきらめないで〜  | EP                | 7A-0783           |
| 東芝EMI / FUTURE LAND |                   |                   |                                 |                   |                   |
| 8th                   | 1990年12月26日    | 1                 | あなたが宇宙 〜BY MY SIDE〜     | 8cmCD             | TYDY-5149         |
| 8th                   | 1990年12月26日    | 2                 | サスペンスに接吻(くちづけ)      | 8cmCD             | TYDY-5149         |
| 8th                   | 1990年12月26日    | 3                 | LESS THAN                       | 8cmCD             | TYDY-5149         |
| 8th                   | 1990年12月26日    | 4                 | 去りゆく想い                    | 8cmCD             | TYDY-5149         |
| 東芝EMI / TM FACTORY  |                   |                   |                                 |                   |                   |
| 9th                   | 1992年7月8日      | 1                 | 夢の扉                          | 8cmCD             | TODT-2869         |
| 9th                   | 1992年7月8日      | 2                 | 人                              | 8cmCD             | TODT-2869         |
| 9th                   | 1992年7月8日      | 3                 | 夢の扉 (ビデオ収録ヴァージョン) | 8cmCD             | TODT-2869         |
| メルダック            |                   |                   |                                 |                   |                   |
| 10th                  | 1995年7月21日     | 1                 | BE NATURAL                      | 8cmCD             | MEDP-11021        |
| 10th                  | 1995年7月21日     | 2                 | 女神がくれた一秒                | 8cmCD             | MEDP-11021        |
| 11th                  | 1995年11月22日    | 1                 | 未来への翼                      | 8cmCD             | MEDP-11024        |
| 11th                  | 1995年11月22日    | 2                 | 虹の彼方                        | 8cmCD             | MEDP-11024        |

### アルバム

#### オリジナルアルバム
| #                    | 発売日               | タイトル             | 規格                 | 規格品番             |
| 日高のり子 名義      | 日高のり子 名義      | 日高のり子 名義      | 日高のり子 名義      | 日高のり子 名義      |
| キャニオン・レコード | キャニオン・レコード | キャニオン・レコード | キャニオン・レコード | キャニオン・レコード |
| -------------------- | -------------------- | -------------------- | -------------------- | -------------------- |
| 1st                  | 1985年10月21日       | 南の青春             | LP                   | C28G-397             |
| 1st                  | 1985年10月21日       | 南の青春             | CD                   | D32G-0012            |
| 2nd                  | 1986年4月21日        | 南風に吹かれて       | LP                   | D32A-182             |
| 2nd                  | 1986年4月21日        | 南風に吹かれて       | CD                   | D32A-0182            |
| 3rd                  | 1986年10月21日       | パーソナル           | LP                   | D32A-238             |
| 3rd                  | 1986年10月21日       | パーソナル           | CD                   | D32A-0238            |
| 4th                  | 1987年5月21日        | PERSONAL 2           | LP                   | D32A-291             |
| 4th                  | 1987年5月21日        | PERSONAL 2           | CD                   | D32A-0291            |
| メルダック           |                      |                      |                      |                      |
| 5th                  | 1991年12月16日       | Paradise             | CD                   | MECH-30022           |
| 6th                  | 1993年7月21日        | MEGA BABE            | CD                   | MECP-30014           |
| 7th                  | 1994年11月21日       | Breath of air        | CD                   | MECP-30024           |

#### ベストアルバム
| #   | 発売日         | レーベル         | タイトル                                          | 規格 | 規格品番   |
| --- | -------------- | ---------------- | ------------------------------------------------- | ---- | ---------- |
| 1st | 1987年11月21日 | ポニーキャニオン | BEST                                              | CD   | D32P-6153  |
| 2nd | 1990年8月20日  | ポニーキャニオン | お宝ソングブック                                  | CD   | PCCA-112   |
| 3rd | 1999年4月21日  | メルダック       | NONKO                                             | CD   | MECP-28103 |
| 4th | 2010年2月17日  | ポニーキャニオン | 日高のり子 BEST COLLECTION                        | CD   | PCCS-88    |
| 5th | 2020年12月2日  | ポニーキャニオン | Noriko Hidaka All Time Best 〜40 Dramatic Songs〜 | CD   | PCCG-01953 |

### タイアップ
| 楽曲                           | タイアップ                                                                         | 時期   |
| ------------------------------ | ---------------------------------------------------------------------------------- | ------ |
| ふた子のモンチッチのうた       | 東京12チャンネルアニメ『ふたごのモンチッチ』主題歌                                 | 1980年 |
| どこかのだれかとモンチッチ     | 東京12チャンネルアニメ『ふたごのモンチッチ』挿入歌                                 | 1980年 |
| 初恋サンシャイン               | 仁尾太陽博イメージソング                                                           | 1981年 |
| ときめきはForever              | よみうりテレビ・日本テレビ系テレビアニメ『ボスコアドベンチャー』オープニングテーマ | 1986年 |
| 晴れた日にも愛をください       | よみうりテレビ・日本テレビ系テレビアニメ『ボスコアドベンチャー』エンディングテーマ | 1986年 |
| 幸せの軌跡                     | OVA『COOL COOL BYE』主題歌                                                         | 1986年 |
| ホワイト・ドリーム             | フジテレビ系アニメ『タッチ』挿入歌                                                 | 1986年 |
| ウルティマ 〜瞳のナイフ〜      | ゲーム『ウルティマ』テーマソング                                                   | 1987年 |
| 潮風のサーキット               | テレビ東京系『タミヤRCカーグランプリ』テーマソング                                 | 1987年 |
| TRY TO JUMP 〜あきらめないで〜 | テレビ東京系『タミヤRCカーグランプリ』テーマソング                                 | 1987年 |
| 夢の扉                         | OVA『チャイナさんの憂鬱』エンディングテーマ                                        | 1992年 |
| BE NATURAL                     | 白樺湖ロイヤルホテル CMソング                                                      | 1995年 |
| BE NATURAL                     | ラジオ『はいぱぁナイト』主題歌                                                     | 1995年 |
| 女神がくれた一秒               | 大垣共立銀行 CMソング                                                              | 1995年 |
| 未来への翼                     | テレビアニメ『オズ・キッズ』エンディングテーマ                                     | 1995年 |

### キャラクターソング
| 発売日         | 商品名                                         | 歌                                   | 楽曲 | 備考                                                                       |
| -------------- | ---------------------------------------------- | ------------------------------------ | --- | -------------------------------------------------------------------------- |
| 1987年2月21日  | Touch in Memory                                | 浅倉南（日高のり子）                 | 「タッチ」 「Dreamin’Kids」 「南の風・夏少女」 「好きになるなら」 「青春」 「情熱物語」 「ホワイト・ドリーム」 「愛がひとりぼっち」 「ガラスの青春（ティーンネイジ）」 「君がいなければ」 | テレビアニメ『タッチ』関連曲                                               |
| 1990年4月21日  | 乱馬ダ☆RANMA                                   | 乱馬的歌劇団御一行様                 | 「乱馬ダ☆RANMA」 | テレビアニメ『らんま1/2』エンディングテーマ                                |
| 1990年11月21日 | 乱馬的企画音盤II らんま1/2 歌暦（平成3年度版） | DoCo                                 | 「思い出がいっぱい」 | テレビアニメ『らんま1/2』関連曲                                            |
| 1990年11月21日 | 乱馬的企画音盤II らんま1/2 歌暦（平成3年度版） | 乱馬的歌劇団御一行様                 | 「キャラクターズ・クリスマス」 | テレビアニメ『らんま1/2』関連曲                                            |
| 1991年1月21日  | 思い出がいっぱい                               | 帯子                                 | 「リトル★デイト」 | テレビアニメ『らんま1/2』関連曲                                            |
| 1991年1月21日  | やさしい、いい娘になれない                     | 天道あかね（日高のり子）             | 「やさしい、いい娘になれない」 「あかねの子守唄」 | テレビアニメ『らんま1/2』関連曲                                            |
| 1991年7月21日  | 乱馬的企画音盤III らんま1/2 DoCoファースト     | DoCo                                 | 「僕たちはこれから」 | OVA『らんま1/2』オープニングテーマ                                         |
| 1991年7月21日  | 乱馬的企画音盤III らんま1/2 DoCoファースト     | DoCo                                 | 「赤い靴のSUNDAY」 | OVA『らんま1/2』エンディングテーマ                                         |
| 1991年7月21日  | 乱馬的企画音盤III らんま1/2 DoCoファースト     | DoCo                                 | 「うそつき」 | 劇場版『らんま1/2 超無差別決戦! 乱馬チームVS伝説の鳳凰』エンディングテーマ |
| 1991年7月21日  | 乱馬的企画音盤III らんま1/2 DoCoファースト     | DoCo                                 | 「少しだけ坂道」 「彼」 | OVA『らんま1/2』エンディングテーマ                                         |
| 1994年10月21日 | 私だって                                       | 遠藤一美（日高のり子）               | 「私だって」 「瞬く気持ち」 | テレビアニメ『蒼き伝説 シュート！』エンディングテーマ                      |
| 1994年12月16日 | KAZUMI                                         | 遠藤一美（日高のり子）               | 「女神がくれた一秒」 「消せない想い」 | テレビアニメ『蒼き伝説 シュート！』関連曲                                  |
| 1994年12月16日 | らんま1/2 DoCo☆Second                          | DoCo                                 | 「清く正しいクリスマス」 | OVA『らんま1/2』エンディングテーマ                                         |
| 1994年12月16日 | らんま1/2 DoCo☆Second                          | DoCo                                 | 「授業中の小学校」 | OVA『らんま1/2』オープニングテーマ                                         |
| 1994年12月16日 | らんま1/2 DoCo☆Second                          | DoCo                                 | 「終わらない夏休み」 | 劇場版『らんま1/2 超無差別決戦! 乱馬チームVS伝説の鳳凰』オープニングテーマ |
| 1994年12月16日 | らんま1/2 DoCo☆Second                          | DoCo                                 | 「かがやく空ときみの声」 | OVA『らんま1/2』オープニングテーマ                                         |
| 1994年12月16日 | らんま1/2 DoCo☆Second                          | DoCo                                 | 「恋がひとつ消えてしまったの」 | OVA『らんま1/2』エンディングテーマ                                         |
| 1994年12月16日 | らんま1/2 DoCo☆Second                          | DoCo                                 | 「フクザツな両想い（Live Version）」 | OVA『らんま1/2』オープニングテーマ                                         |
| 2018年8月24日  | BAKA-BONSOIR!                                  | B.P.O -Bakabon-no Papa Organization- | 「BAKA-BONSOIR!」 | テレビアニメ『深夜！天才バカボン』オープニングテーマ                       |
| 2018年8月24日  | BAKA-BONSOIR!                                  | B.P.O -Bakabon-no Papa Organization- | 「BAKA-BONSOIR! Nano Order Remix」 | テレビアニメ『深夜！天才バカボン』関連曲                                   |
| 2024年11月6日  | あんたなんて。                                 | 天道あかね（日髙のり子）             | 「あんたなんて。」 | テレビアニメ『らんま1/2 (2024)』関連曲                                     |

### その他参加作品
| 発売日         | 商品名                                                                                   | 歌         | 楽曲                                                                                    | 備考 |
| -------------- | ---------------------------------------------------------------------------------------- | ---------- | --------------------------------------------------------------------------------------- | --- |
| 1990年12月26日 | フューチャーランド・スパークリング・アーチスト・シリーズ11 / あなたが宇宙 〜BY MY SIDE〜 | 日高のり子 | 「あなたが宇宙 〜BY MY SIDE〜」 「サスペンスに接吻」                                    | |
| 1997年1月21日  | マッコウ'Sスペシャル「人気声優ボーカル集」                                               | 日高のり子 | 「ライト・アンド・シャドウ」                                                            | |
| 1998年11月21日 | ダンシング・クィーン                                                                     | 日高のり子 | 「そよ風の誘惑」 「イフ」                                                               | |
| 2000年12月16日 | ミレニアム・シリーズ タイムカプセル Vol.7 〜想う心は、何より大事な宝物〜                 | 日高のり子 | 「Weekend」 「思い出のスクール・ラブ」 「君に会うまでは」 「海岸通」 「声だけはあげる」 | |
| 2025年7月16日  | じゃじゃ馬にさせないで from CrosSing                                                     | 日高のり子 | 「じゃじゃ馬にさせないで」                                                              | テレビアニメ『らんま1/2』（1989年版）オープニングテーマのカバー。 カバーソングプロジェクト「CrosSing」関連曲。 |

## 著書
- のんこ（主婦の友社、1999年）ISBN 978-4-07-225667-1
- 楽しいことも辛いこともみんな人生のスパイス だと思うのです（R・フィールド、2010年）
- 天職は、声優。（主婦の友社、2022年1月）ISBN 978-4-07-448798-1

## 写真集
- 『日高のり子写真集 : Merry wind』近代映画社、1986年10月1日。